# RCH-Pinguïns
Cet article concerne le club de baseball. Pour le club de football à l'origine de celui-ci, voir Racing Club Heemstede.
Le RCH-Pinguïns est un club de baseball et de softball basé à Heemstede, aux Pays-Bas. Le RCH évolue en première division du Championnat des Pays-Bas de baseball.

## Histoire
Le club de football du RCH se dote d'une section baseball le 21 juin 1934.
RCH remporte la Coupe d'Europe des vainqueurs de coupe en 1996, et remonte la même année dans l'élite.
La section de baseball devient ensuite indépendante de la structure omnisports du RCH puis fusionne avec le club de softball De Pinguïns en 2001, devenant RCH-Pinguïns. Le club De Pinguïns est fondé le 1er septembre 1954. Officiellement, le nom de l'équipe première est toutefois PC Zone RCH.[réf. nécessaire]
Nouvelle modification en 2007, année du retour parmi l'élite, avec l'adoption du nom de MediaMonks RCH en raison d'un contrat de partenariat avec MediaMonks, société multimedias. Seule l'équipe fanion du club est nommée MediaMonks RCH ; les autres formations du club gardent le nom de RCH-Pinguïns.

## Palmarès
- Vainqueur de la Coupe des vainqueurs de coupe : 1996